# 아리무라 지자에몬

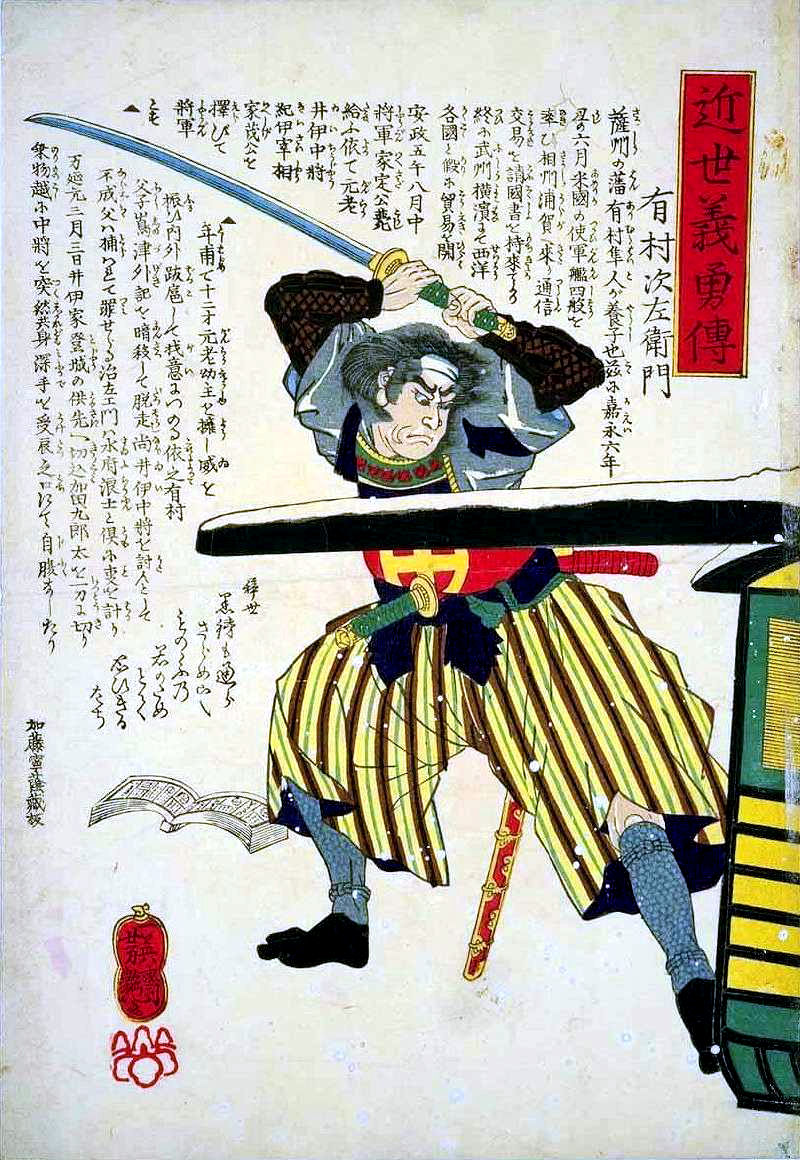
아리무라 지자에몬

아리무라 지자에몬（有村次左衛門, 1839년 2월 11일 ~ 1860년 3월 24일은 막말의 존왕양이파 지사이다. 휘는 가네키요(兼清). 사쓰마 번사 아리무라 가네요시의 4남이다. 형은 사쓰마 번사 아리무라 준사이(후의 일본 귀족원 의원), 아리무라 유스케 등이 있다.
검술은 야쿠마루 가네요시에게 야쿠마루지겐류를 배웠다. 또한 후에 에도에서 호쿠신잇토류를 익혔다.
1858년 형 유스케와 같이 에도에서 존왕양이 활동을 하며(후에 탈번) 미토번지사와 교류를 가진다. 1859년 안세이 대옥으로 인해 분개하여, 그 사건의 실행자인 다이로 이이 나오스케 암살을 미토번사들과 계획, 1860년 3월 24일 아침 모모노세쿠를 축하하기 위해 등성하는 이이를 노려 에도 성 사쿠라다 문 밖에서 행렬을 습격한다. 아리무라 자신은 행렬 중앙의 이이를 습격, 가마에서 끌어내어 목을 잘랐다. 아리무라는 이이의 수급을 가져가려 하였지만 히코네번사 오가와라 히데노조에게 베여 중상을 입었고 오가와라를 베어 쓰러뜨렸으나 와카도시요리 엔도 다네노리의 쓰지번소 부근에서 기력이 다하여 결국 자살했다.

## 같이 보기
- 사쿠라다 문 밖의 변